# Calcio Chiasiellis 2013-2014
Questa pagina raccoglie i dati riguardanti l'Associazione Sportiva Dilettantistica Calcio Chiasiellis nelle competizioni ufficiali della stagione 2013-2014.

## Stagione
Nella stagione 2013-2014 il Chiasiellis ha disputato il campionato di Serie A, massima serie del campionato italiano femminile di calcio, concludendo al dodicesimo posto con 26 punti conquistati in 30 giornate, frutto di 6 vittorie, 8 pareggi e 16 sconfitte, venendo retrocesso direttamente in Serie B senza disputare il play-out perché la distanza dalla nona classificata era superiore ai nove punti. Nella Coppa Italia è sceso in campo sin dal primo turno: dopo aver sconfitto il Bearzi, è stato eliminato nei sedicesimi di finale dal Graphistudio Pordenone. Al termine della stagione ha comunicato alla FIGC-LND la propria inattività.

## Organigramma societario
Area tecnica
- Allenatore: Mauro Lizzi
- Allenatore: Piera Maglio
- Preparatore portieri: Franco Toso

Area sanitaria
- Medico sociale: Sabrina Rieppi
- Fisioterapista: Davide Zorzenone

## Rosa
| N. |                   | Ruolo | Calciatrice        |
| -- | ----------------- | ----- | ------------------ |
|    | Italia (bandiera) | P     | Giulia Zorzi       |
|    | Italia (bandiera) | P     | Stefania Blancuzzi |
|    | Italia (bandiera) | D     | Arianna Cencig     |
|    | Italia (bandiera) | D     | Laura Donghi       |
|    | Italia (bandiera) | D     | Gloria Frizza      |
|    | Italia (bandiera) | D     | Francesca Soro     |
|    | Italia (bandiera) | D     | Valentina Zadro    |
|    | Italia (bandiera) | D     | Elena Virgili      |
|    | Italia (bandiera) | C     | Lara Barbieri      |
|    | Italia (bandiera) | C     | Sara Bottaccin     |

| N. |                       | Ruolo | Calciatrice        |
| -- | --------------------- | ----- | ------------------ |
|    | Italia (bandiera)     | C     | Silvia Berardo     |
|    | Portogallo (bandiera) | C     | Teresa Coutinho    |
|    | Italia (bandiera)     | C     | Valeria Degano     |
|    | Portogallo (bandiera) | C     | Patricia Gouveia   |
|    | Italia (bandiera)     | C     | Antonella Paoletti |
|    | Italia (bandiera)     | C     | Rossella Sardu     |
|    | Italia (bandiera)     | A     | Karin Mantoani     |
|    | Italia (bandiera)     | A     | Michela Zanetti    |
|    | Italia (bandiera)     | A     | Margherita Zanon   |
|    | Italia (bandiera)     | A     | Serena Zanoni      |

## Risultati

### Serie A

#### Girone di andata
| Arbitro: | Riccardo Tesolin (Portogruaro) |

|  |           |                          |
|  | Marcatori | 47’ Paroni 79’ Cavallini |

| Arbitro: | Matteo Antonio Scordo (Novara) |

|                           |           |                         |
| Ambrosetti 61’ Sodini 70’ | Marcatori | 83’ Zanoni 92’ Mantoani |

| Arbitro: | Niccolò Panozzo (Castelfranco Veneto) |

|                  |           |             |
| Sardu 22’ (rig.) | Marcatori | 34’ Villani |

| Arbitro: | Alessandro Maninetti (Lovere) |

|                                                      |           |  |
| Panico 6’ Tucceri Cimini 27’ Maendly 83’ Fuselli 87’ | Marcatori |  |

| Arbitro: | Armando Ongarato (Castelfranco Veneto) |

|                                                        |           |  |
| Barbieri 35’ Zanon 47’ (rig.) Paoletti 74’ Zanetti 78’ | Marcatori |  |

| Arbitro: | Giacomo Pompei Poentini (Pesaro) |

|                                           |           |                     |
| Baldini 19’ Gozzi 24’ Petralia 34’ (rig.) | Marcatori | 5’ Sardu 60’ Donghi |

| Arbitro: | Gabriele Nube (Mestre) |

|  |           |                                                                                         |
|  | Marcatori | 23’ Parisi 28’, 31’, 42’ Brumana 37’ Vicchiarello 70’ Rodella 75’ Del Prete 84’ Bonetti |

| Arbitro: | Ludwig Raus (Brescia) |

|  |           |           |
|  | Marcatori | 91’ Zanon |

| Mortegliano 23 novembre 2013, ore 14:30 CET 9ª giornata | Chiasiellis              | 0 – 0 referto | Grifo Perugia | Stadio Comunale Franco Beltrame\| Arbitro: \| Mattia Dal Pan (Belluno) \| |
| Arbitro:                                                | Mattia Dal Pan (Belluno) |               |               |                                                                           |

| Arbitro: | Alex Feraudo (Chiavari) |

|                     |           |                  |
| D'Antoni 80’ (rig.) | Marcatori | 31’ (rig.) Sardu |

| Arbitro: | Enrico Tugnoli (Ferrara) |

|             |           |                            |
| Zanetti 86’ | Marcatori | 39’ D'Adda 51’ Alborghetti |

| Arbitro: | Matteo Paggiola (Legnago) |

|                                     |           |  |
| Mazzola 60’ Cascarano 70’ Ricco 72’ | Marcatori |  |

| Arbitro: | Massimiliano Rasia (Bassano del Grappa) |

|  |           |                          |
|  | Marcatori | 41’ Giacinti 89’ Riboldi |

| Firenze 4 gennaio 2014, ore 14:30 CET 14ª giornata | Firenze                  | 0 – 0 referto | Chiasiellis | Centro sp. San Marcellino\| Arbitro: \| Stefano Belfiore (Parma) \| |
| Arbitro:                                           | Stefano Belfiore (Parma) |               |             |                                                                     |

| Arbitro: | Marco Ceolin (Treviso) |

|  |           |               |
|  | Marcatori | 12’, 71’ Boni |

#### Girone di ritorno
| Arbitro: | Davide Pederzolli (Trento) |

|            |           |  |
| Paroni 29’ | Marcatori |  |

| Mortegliano 25 gennaio 2014, ore 14:30 CET 17ª giornata | Chiasiellis               | 0 – 0 referto | Inter Milano | Stadio Comunale Franco Beltrame\| Arbitro: \| Michele Collavo (Treviso) \| |
| Arbitro:                                                | Michele Collavo (Treviso) |               |              |                                                                            |

| Arbitro: | Stefano Camilli (Foligno) |

|                         |           |  |
| Ciccotti 1’ Villani 17’ | Marcatori |  |

| Arbitro: | Niccolò Panozzo (Castelfranco Veneto) |

|              |           |                |
| Paoletti 90’ | Marcatori | 4’, 32’ Panico |

| Arbitro: | Dario Di Matteo (Roma 2) |

|             |           |                                    |
| Diodato 89’ | Marcatori | 69’ Gouveia 71’ Sardu 93’ Barbieri |

| Arbitro: | Mattia Dal Pan (Belluno) |

|           |           |  |
| Sardu 58’ | Marcatori |  |

| Arbitro: | Gabriele Nube (Mestre) |

|            |           |  |
| Parisi 81’ | Marcatori |  |

| Arbitro: | Davide Copat (Pordenone) |

|              |           |                                                                |
| Barbieri 19’ | Marcatori | 3’, 17’ Napoli 34’ Gabbiadini 58’ Karlsson 80’ (rig.) Öhrström |

| Arbitro: | Gianluca Sili (Viterbo) |

|            |           |                         |
| Parise 40’ | Marcatori | 72’ Mantoani 76’ Frizza |

| Arbitro: | Michele Collavo (Treviso) |

|                                              |           |  |
| Donghi 5’ Zanetti 54’ Zanon 56’} Virgili 64’ | Marcatori |  |

| Arbitro: | Davide Pederzolli (Trento) |

|                                                                  |           |  |
| Cernoia 10’, 37’ Girelli 25’, 77’ Sabatino 48’, 80’ Massussi 89’ | Marcatori |  |

| Arbitro: | Mattia Dal Pan (Belluno) |

|           |           |                |
| Zanon 70’ | Marcatori | 78’ Pellizzoni |

| Arbitro: | Alex Feraudo (Chiavari) |

|                                      |           |  |
| Mauri 17’ Locatelli 32’ Giacinti 63’ | Marcatori |  |

| Arbitro: | Gabriele Nube (Mestre) |

|  |           |                              |
|  | Marcatori | 39’, 79’ Ferrati 41’ Orlandi |

| Sant'Ambrogio di Valpolicella 10 maggio 2014, ore 15:00 CEST 30ª giornata | Valpolicella                            | 0 – 0 referto | Chiasiellis | Campo sp. Montidon\| Arbitro: \| Massimiliano Rasia (Bassano del Grappa) \| |
| Arbitro:                                                                  | Massimiliano Rasia (Bassano del Grappa) |               |             |                                                                             |

### Coppa Italia

#### Primo turno
| Arbitro: | Piero Marangone (Udine) |

|  |           |                            |
|  | Marcatori | 53’, 2T’ Paoletti 2T’ Soro |

| Mortegliano 8 settembre 2013, ore 20:00 CEST Ritorno                                                  | Chiasiellis | 5 – 1 referto | Bearzi | Stadio Comunale Franco Beltrame |
| \| \| \| \| \| Zanon 1T’ Zanoni 1T’, 2T’ Soro 2T’ Zanetti 2T’ (rig.) \| Marcatori \| 2T’ Romanelli \| |             |               |        |                                 |
| |             |               |        |                                 |
| Zanon 1T’ Zanoni 1T’, 2T’ Soro 2T’ Zanetti 2T’ (rig.)                                                 | Marcatori   | 2T’ Romanelli |        |                                 |

#### Secondo turno
| Arbitro: | Marco Ceolin (Treviso) |

|                        |           |           |
| Paroni 47’ Blasoni 92’ | Marcatori | 30’ Sardu |

## Statistiche

### Statistiche di squadra
| Competizione | Punti | In casa | In casa | In casa | In casa | In casa | In casa | In trasferta | In trasferta | In trasferta | In trasferta | In trasferta | In trasferta | Totale | Totale | Totale | Totale | Totale | Totale | DR  |
| Competizione | Punti | G       | V       | N       | P       | Gf      | Gs      | G            | V            | N            | P            | Gf           | Gs           | G      | V      | N      | P      | Gf     | Gs     | DR  |
| ------------ | ----- | ------- | ------- | ------- | ------- | ------- | ------- | ------------ | ------------ | ------------ | ------------ | ------------ | ------------ | ------ | ------ | ------ | ------ | ------ | ------ | --- |
| Serie A      | 26    | 15      | 3       | 4       | 8       | 14      | 28      | 15           | 3            | 4            | 8            | 11           | 29           | 30     | 6      | 8      | 16     | 25     | 57     | -32 |
| Coppa Italia | -     | 1       | 1       | 0       | 0       | 5       | 1       | 2            | 1            | 0            | 1            | 4            | 2            | 3      | 2      | 0      | 1      | 9      | 3      | +6  |
| Totale       | -     | 15      | 4       | 4       | 8       | 19      | 29      | 17           | 4            | 4            | 9            | 15           | 31           | 33     | 8      | 8      | 17     | 34     | 60     | -26 |

### Statistiche delle giocatrici
| Giocatore    | Serie A  | Serie A | Serie A     | Serie A    | Coppa Italia | Coppa Italia | Coppa Italia | Coppa Italia | Totale   | Totale | Totale      | Totale     |
| Giocatore    | Presenze | Reti    | Ammonizioni | Espulsioni | Presenze     | Reti         | Ammonizioni  | Espulsioni   | Presenze | Reti   | Ammonizioni | Espulsioni |
| ------------ | -------- | ------- | ----------- | ---------- | ------------ | ------------ | ------------ | ------------ | -------- | ------ | ----------- | ---------- |
| L. Barbieri  | 29       | 3       | 7           | 0          | ?            | ?            | ?            | ?            | 29+      | 3+     | 7+          | 0+         |
| S. Berardo   | 30       | 0       | 2           | 0          | ?            | ?            | ?            | ?            | 30+      | 0+     | 2+          | 0+         |
| S. Blancuzzi | 15       | -30     | 0           | 0          | ?            | ?            | ?            | ?            | 15+      | -30+   | 0+          | 0+         |
| S. Bottaccin | 14       | 0       | 1           | 0          | ?            | ?            | ?            | ?            | 14+      | 0+     | 1+          | 0+         |
| A. Cencig    | 24       | 0       | 1           | 0          | ?            | ?            | ?            | ?            | 24+      | 0+     | 1+          | 0+         |
| T. Coutinho  | 16       | 0       | 1           | 0          | ?            | ?            | ?            | ?            | 16+      | 0+     | 1+          | 0+         |
| V. Degano    | 7        | 0       | 0           | 0          | ?            | ?            | ?            | ?            | 7+       | 0+     | 0+          | 0+         |
| L. Donghi    | 29       | 2       | 4           | 0          | ?            | ?            | ?            | ?            | 29+      | 2+     | 4+          | 0+         |
| G. Frizza    | 26       | 1       | 2           | 0          | ?            | ?            | ?            | ?            | 26+      | 1+     | 2+          | 0+         |
| P. Gouveia   | 19       | 1       | 2           | 0          | ?            | ?            | ?            | ?            | 19+      | 1+     | 2+          | 0+         |
| K. Mantoani  | 17       | 2       | 0           | 0          | ?            | ?            | ?            | ?            | 17+      | 2+     | 0+          | 0+         |
| A. Paoletti  | 20       | 2       | 0           | 0          | ?            | 0            | ?            | ?            | 20+      | 2      | 0+          | 0+         |
| R. Sardu     | 26       | 5       | 3           | 0          | ?            | ?            | ?            | ?            | 26+      | 5+     | 3+          | 0+         |
| F. Soro      | 26       | 0       | 3           | 1          | ?            | ?            | ?            | ?            | 26+      | 0+     | 3+          | 1+         |
| E. Virgili   | 19       | 1       | 4           | 0          | ?            | ?            | ?            | ?            | 19+      | 1+     | 4+          | 0+         |
| V. Zadro     | 8        | 0       | 1           | 0          | ?            | ?            | ?            | ?            | 8+       | 0+     | 1+          | 0+         |
| M. Zanetti   | 30       | 3       | 3           | 0          | ?            | ?            | ?            | ?            | 30+      | 3+     | 3+          | 0+         |
| M. Zanon     | 29       | 4       | 0           | 0          | ?            | ?            | ?            | ?            | 29+      | 4+     | 0+          | 0+         |
| S. Zanoni    | 12       | 1       | 0           | 0          | ?            | ?            | ?            | ?            | 12+      | 1+     | 0+          | 0+         |
| G. Zorzi     | 15       | -26     | 0           | 0          | ?            | ?            | ?            | ?            | 15+      | -26+   | 0+          | 0+         |